# Esteve Rovira i Illa
Esteve Rovira i Illa   (Sant Esteve de Palautordera, segle XX) és director de cinema i televisió català.
La seva primera pel·lícula (Sed de sangre, 1973) la realitza amb només tretze anys, protagonitzada per gent del poble, i des d'aleshores fins avui s'ha dedicat al cinema però sobretot a la televisió. Ha dirigit, entre d'altres, les sèries de TV3 El Cor de la ciutat, Serrallonga, la llegenda del bandoler i La Riera i Com si fos ahir. La seva darrera producció cinematogràfica i estrenada també en format minisèrie es "El Rei Peret".
Ha treballat com a ajudant de direcció amb diversos directors, com Ricard Reguant i Paul Naschy. Com a director, un dels seus projectes més reconeguts ha estat la pel·lícula Serrallonga, la llegenda del bandoler (2008) minisèrie de dos episodis produïda per TVC-TVE i Oberon Cinematogràfica. La pel·lícula s'ha estrenat a 70 de països entre d'altrres: EEUU,Canadà, Xina, Rússia, Polònia, Finlàndia, Romania, Alemanya, Bèlgica, Itàlia, França, Holanda, Corea, Iran, Jordània, Mèxic, etc. En el 2024 estrena el biòpic "El Rei Peret" inspirat en la figura de Pere Pubill Calaf, més conegut com a Peret, creador de la rumba catalana. Es una producció de NewCo audiovisual, en coproducció amb 3Cat.

## Filmografia

### Cinema
- Sed de sangre
- El dret d'estimar
- Experimento mortal
- Cumbres borrascosas
- VallFlorida història d'un poble!
- I també fins a la mort com tu
- L'home de sorra
- La tomba de Marnac
- Gentlemen
- Hotel Malángel
- El Rei Peret

### Televisió
- Club Super3
- Rodasons
- Sardana
- Teatre 33
- El joc de viure
- Nissaga de poder
- El cor de la ciutat
- Laberint d'ombres
- Serrallonga, la llegenda del bandoler
- La Riera
- Bon cop de falç
- Com si fos ahir
- El Rei Peret

## Premis
- Festival de Cinema de Shanghai: nominacions a "Serrallonga" com a millor pel·lícula, i Esteve Rovira com a Millor Director.
- 1a Edició dels Premis Gaudí: Serrallonga, nominada a millor pel·lícula per TV
- Premis anuals de l'acadèmia de TV 2011: "La Riera" millor ficció autonòmica
- Premis Òmnium Cultural (2005): El Cor de la Ciutat millor sèrie de Ficció
- Premis anuals de cultura de la Generalitat de Catalunya 2008: El Cor de la Ciutat premi a la millor ficció